# Sternotomis callais
Sternotomis callais är en skalbaggsart som beskrevs av Leon Fairmaire 1891. Sternotomis callais ingår i släktet Sternotomis och familjen långhorningar.
Artens utbredningsområde är Gabon. Inga underarter finns listade i Catalogue of Life.